# Jean-Henri Levasseur
Jean-Henri Levasseur, dit « le jeune, né le 29 mai 1764 à Beaumont-sur-Oise et mort le 6 mai 1826 à Paris, est un violoncelliste, professeur et compositeur français.

## Biographie
Élève de Duport pour le violoncelle, il reçut aussi des leçons de Cupis. En 1789 il entra à l’orchestre de l’Opéra, où il occupa ensuite la place de premier violoncelle jusqu’en 1823. Désigné comme professeur du Conservatoire de musique à l’époque de sa formation, il y enseigna pendant trente-huit ans. Ses principaux élèves ont été Jacques-Michel Hurel de Lamare, Baudiot et Norblin. Levasseur fut aussi attaché à la musique de l’empereur Napoléon, puis à la chapelle du roi.
Levasseur a été un des principaux collaborateurs de la méthode de violoncelle rédigés par Baillot et adoptée pour l’enseignement dans le Conservatoire de Paris.

## Compositions
- Sonates pour violoncelle, op. I ; Paris, Naderman ;
- Duos pour deux violoncelles, liv. 1 et 2 ; Paris, Louis ;
- Exercices pour le violoncelle, op. 10, Paris, Langlois.

## Sources
- François-Joseph Fétis, Arthur Pougin, Biographie universelle des musiciens et bibliographie générale de la musique, Paris, Firmin-Didot, t. 5, 1881, p. 290.